# Cleistostoma
Cleistostoma is een geslacht van kreeftachtigen uit de klasse van de Malacostraca (hogere kreeftachtigen).

## Soorten
- Cleistostoma dilatatum (De Haan, 1833)
- Cleistostoma leachii
- Cleistostoma mcneilli Ward, 1933